# 梅佐尔多
梅佐尔多（義大利語：Mezzoldo），是意大利伦巴第大区贝加莫省的一个市镇。总面积18.81平方公里，人口161人，人口密度8.55人/平方公里（2017年11月30日）。国家统计（ISTAT）代码为016134。